# Monett
Monett és una població dels Estats Units a l'estat de Missouri. Segons el cens del 2000 tenia 7.396 habitants.

## Demografia
Segons el cens del 2000, Monett tenia 7.396 habitants, 2.904 habitatges, i 1.916 famílies. La densitat de població era de 438,6 habitants per km².
Dels 2.904 habitatges en un 32% hi vivien nens de menys de 18 anys, en un 51,2% hi vivien parelles casades, en un 10,7% dones solteres, i en un 34% no eren unitats familiars. En el 29,4% dels habitatges hi vivien persones soles el 15,1% de les quals corresponia a persones de 65 anys o més que vivien soles. El nombre mitjà de persones vivint en cada habitatge era de 2,49 i el nombre mitjà de persones que vivien en cada família era de 3,08.
Per edats la població es repartia de la següent manera: un 26,5% tenia menys de 18 anys, un 9,7% entre 18 i 24, un 27,3% entre 25 i 44, un 18,9% de 45 a 60 i un 17,6% 65 anys o més.
L'edat mediana era de 35 anys. Per cada 100 dones de 18 o més anys hi havia 86,8 homes.
La renda mediana per habitatge era de 30.764 $ i la renda mediana per família de 36.858 $. Els homes tenien una renda mediana de 26.150 $ mentre que les dones 18.211 $. La renda per capita de la població era de 17.048 $. Entorn del 9,2% de les famílies i el 15% de la població estaven per davall del llindar de pobresa.

## Poblacions més properes
El següent diagrama mostra les poblacions més properes.